# Landschaftsschutzgebiet Brenschede
Das Landschaftsschutzgebiet Brenschede mit 39,7 ha Flächengröße liegt östlich des Weilers Brenschede im Stadtgebiet von Sundern im Hochsauerlandkreis. Es wurde 2019 bei der Neuaufstellung des Landschaftsplans Sundern durch den Kreistag des Hochsauerlandkreises als Landschaftsschutzgebiet (LSG) vom Typ B – Ortsrandlagen, Landschaftscharakter ausgewiesen. Vorher war die Fläche ab 1993 Teil des Landschaftsschutzgebiets Sundern oder ohne Schutzausweisung gewesen.

## Beschreibung
Das LSG grenzt direkt an die Bebauung von Brenschede und umfasst Grünlandflächen.

## Schutzzweck
Die Ausweisung erfolgte u. a. zur Sicherung der Vielfalt und Eigenart der Landschaft im Nahbereich der Ortslage sowie in alten landwirtschaftlichen Vorranggebieten insbesondere durch deren Offenhaltung; Erhaltung der Leistungsfähigkeit des Naturhaushalts hinsichtlich seines Artenspektrums und der Nutzungsfähigkeit der Naturgüter.
Laut Landschaftsplan dient es dem speziellen Schutzzweck: „...der Offenhaltung der einzigen Freiflächen rund um diese in einem zusammenhängenden, ausgedehnten Waldgebiet liegenden Ortslage.“

## Rechtliche Vorschriften
Wie in den anderen Landschaftsschutzgebieten vom Typ B im Stadtgebiet besteht im LSG ein Verbot, Bauwerke zu errichten. Vom Verbot ausgenommen sind Bauvorhaben für Gartenbaubetriebe, Land- und Forstwirtschaft. Die Untere Naturschutzbehörde kann Ausnahme-Genehmigungen für Bauten aller Art erteilen. Wie in den anderen Landschaftsschutzgebieten vom Typ B in Sundern besteht im LSG ein Verbot der Erstaufforstung und Weihnachtsbaum-, Schmuckreisig- und Baumschul-Kulturen anzulegen.
Wie für alle Landschaftsschutzgebiete vom Typ B im Landschaftsplangebiet wurde das Gebot erlassen das Gebiet durch landwirtschaftlichen Nutzung oder durch geeignete Pflegemaßnahmen von Bewaldung freizuhalten.